# Park Narodowy Volcán Isluga
Park Narodowy Volcán Isluga (hiszp. Parque nacional Volcán Isluga) – park narodowy w północnym Chile położony w regionie Tarapacá, w prowincji Tamarugal (gminy Huara, Camiña i Colchane). Został utworzony 1 marca 1967 roku i zajmuje obszar 1747,44 km². W 2010 roku został zakwalifikowany przez BirdLife International jako ostoja ptaków IBA. 

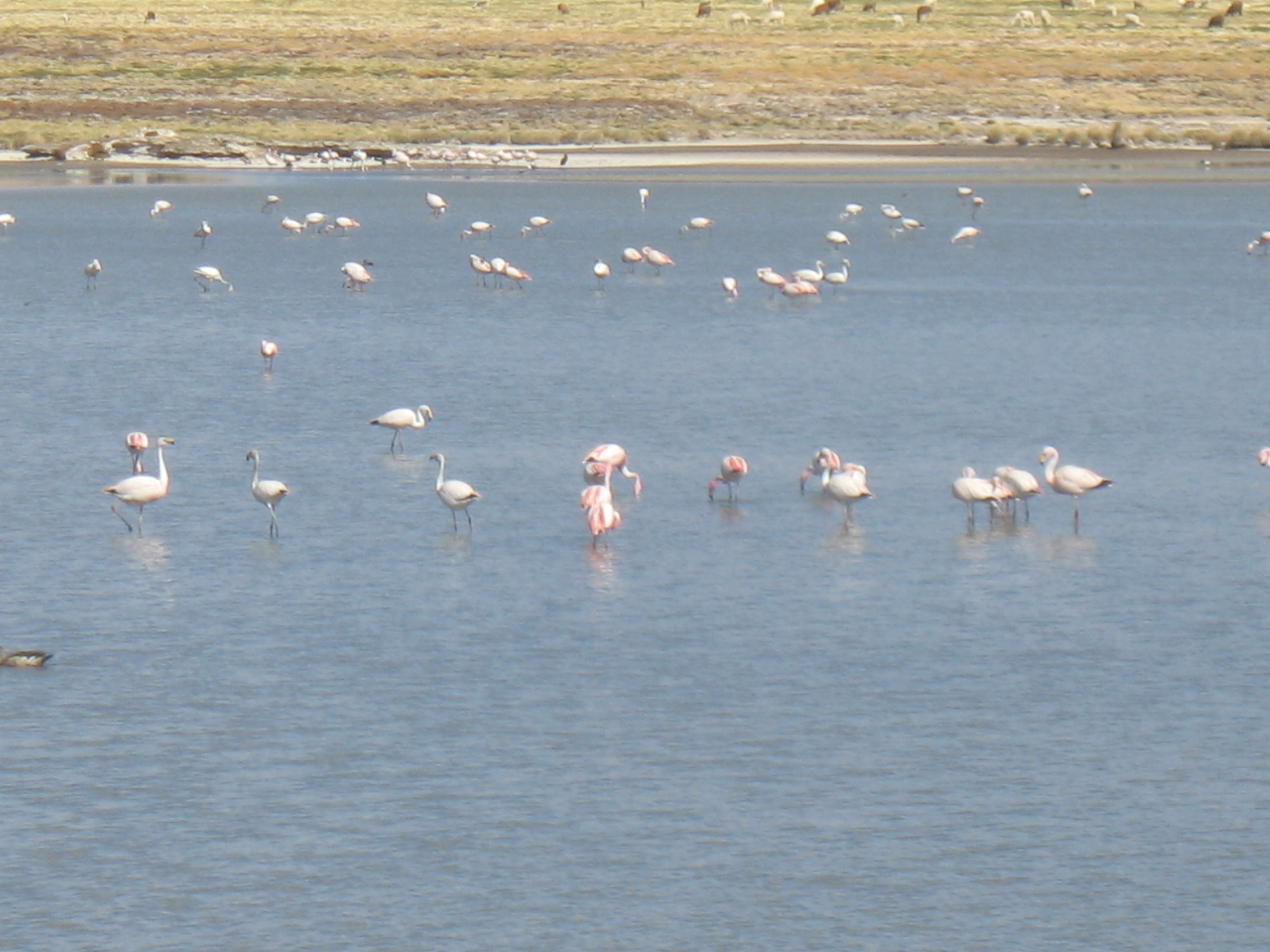
Flamingi na jeziorze Arabilla

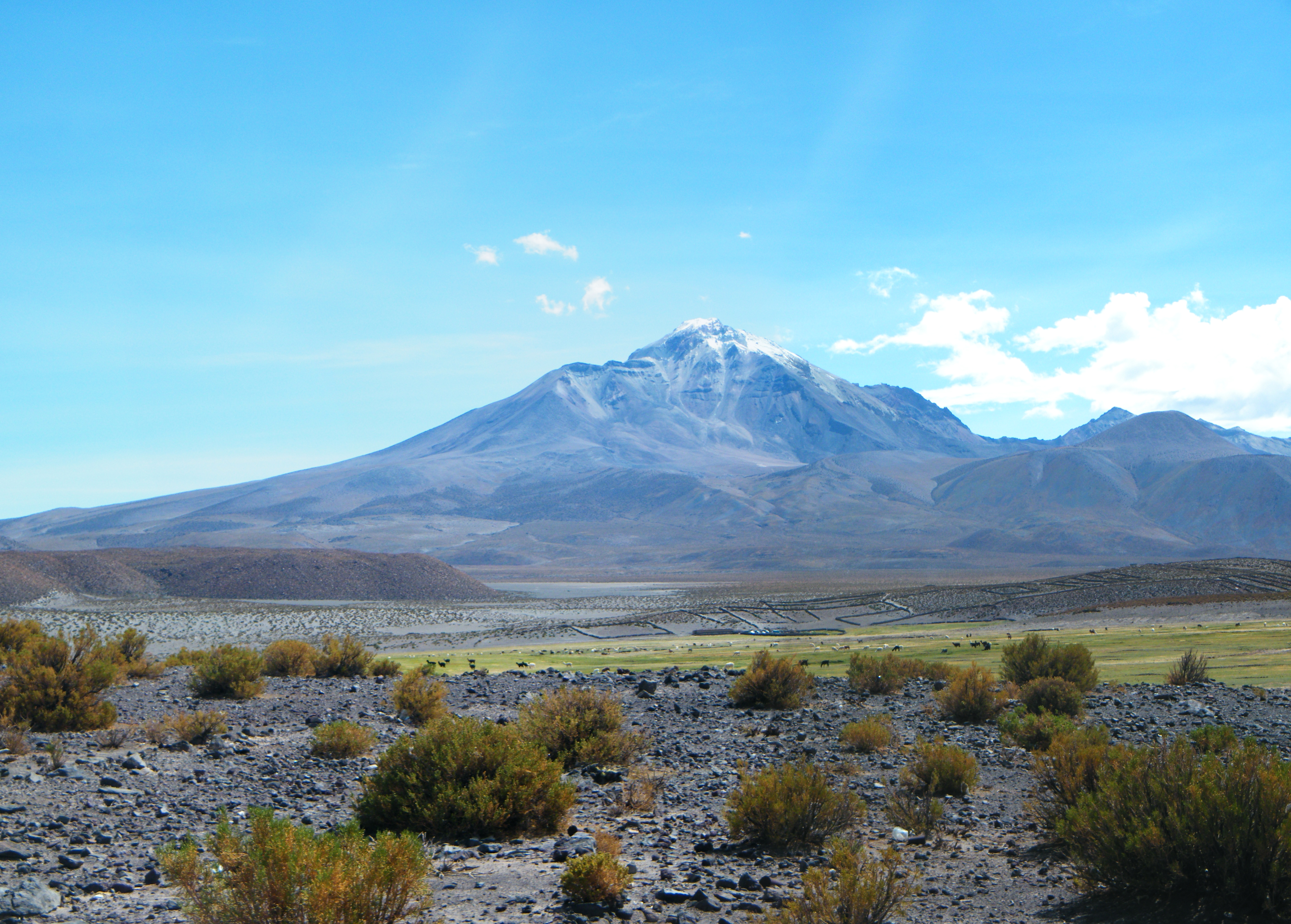
Wulkan Isluga

## Opis
Park znajduje się w Andach na wysokości od 2000 do 5550 m n.p.m. (średnia wysokość to 4000 m n.p.m.). Najwyższe szczyty w parku to Latarama (5207 m n.p.m.), Tatajachura (5252 m n.p.m.), Qinsachata ( 5400 m n.p.m.) oraz wulkan Isluga (5550 m n.p.m.). W wysoko położonych dolinach znajdują się jeziora takie jak Parinacota i Arabilla. Jest tu też pole geotermalne Puchuldiza, składające się z wielu gejzerów i gorących źródeł. Od północnego wschodu park graniczy z Boliwią. Na północ od niego znajduje się rezerwat biosfery UNESCO „Lauca”, którego główną część stanowi Park Narodowy Lauca.
Klimat pustynny na wysokościach do 4000 m n.p.m. Wyżej, do 5000 m n.p.m., klimat stepowy. Średnia roczna temperatura wynosi +18 °C.

## Flora

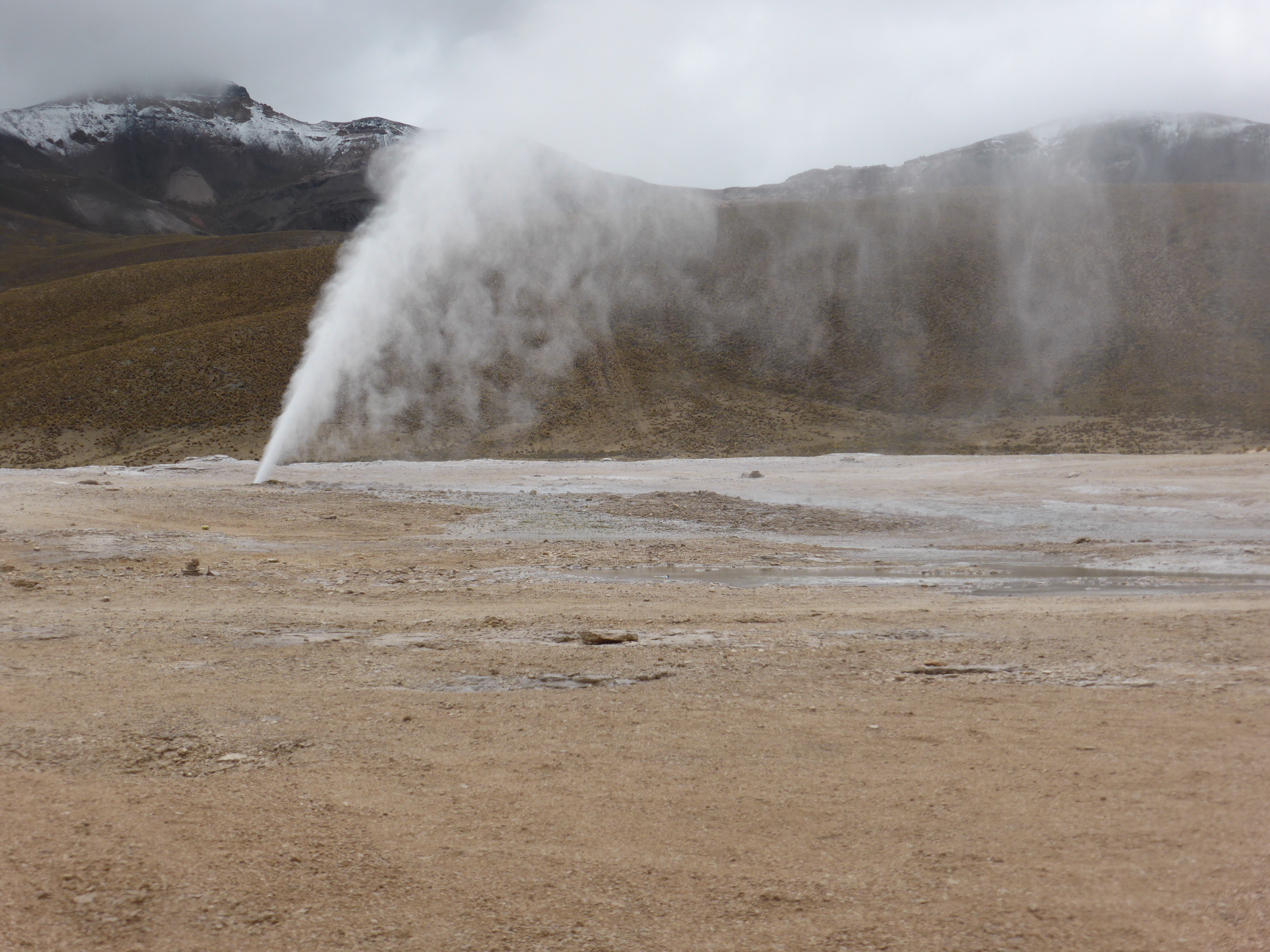
Jeden z gejzerów na polu geotermalnym Puchuldiza

Główna formacja roślinna na terenie parku to sucha puna. Na niżej położonych terenach rośnie przeważnie Browningia candelaris, Corryocactus brevistylus, Atriplex imbricata, Acantholippia deserticola, Adesmia atacamensis, Cistanthe salsoloides. Wyżej występuje głównie Azorella compacta, Pycnophyllum molle, Fabiana ramulosa, Diplostephium meyenii, Parastrephia qudrangularis, Parastrephia lucida, Festuca orthophylla oraz Polylepis tarapacana.

## Fauna
Jednym z głównych obiektów ochrony są zagrożony wyginięciem ocelot andyjski oraz bliski zagrożenia wyginięciem ocelot pampasowy. Z ssaków w parku żyje też m.in.: puma płowa, tukotuko wyżynny, wiskacza peruwiańska, gwanako andyjskie, wikunia andyjska, skunksowiec andyjski, tłustoogonek wytworny.
Ptaki tu występujące to m.in. trzy gatunki flamingów: flaming andyjski, flaming krótkodzioby, flaming chilijski, a także kondor wielki, nandu plamiste, dzierzbotyran czarnodzioby, andówka rdzawobrzucha, puchacz magellański, trzęsiogon białoskrzydły, trzęsiogon prążkoskrzydły, dzięcioł andyjski, sokół rdzawobrewy, łyska wielka, łyska złotoczelna, dróżniczek białobrzuchy, dróżniczek andyjski, aguja rdzawogrzbieta, negrzyk patagoński, żółtook łuskowany, górzak andyjski, gigancik, kormoran oliwkowy, karakara andyjska, punańczyk rdzawogrzbiety, stokówka żółtoczelna, kusoń andyjski.